# Église Saint-Jean-Baptiste de Peuton
Pour les articles homonymes, voir Église Saint-Jean-Baptiste.
L'église Saint-Jean-Baptiste de Peuton est une église catholique située à Peuton, dans le département français de la Mayenne.

## Localisation
L'église est située dans le bourg de Peuton, au croisement des routes départementales 10 et 128.

## Histoire
L'église actuelle est dédiée à saint Jean-Baptiste. Au XIIe siècle, elle fut donnée à l'évêque Ulger. Par testament passé à Château-Gontier le 26 avril 1616, la dame de la Girouardière veut être inhumée dans l'église et qu'à sa sépulture il ne soit fait « aucune assemblée de gentilz hommes ains du pauvre peuple ». 
L'évêque d'Angers Henri Arnauld la dédicace le 24 octobre 1683.
Le 16 mai 1731, la nef s'écroule en ne laissant subsister que le chœur et le clocher. L'origine de cet accident demeure inconnue.
Le 20 septembre 1732, les habitants déplorent la vétusté de l'édifice. Ils écrivent alors une pétition à l'intendant en assurant qu'ils ne peuvent plus « assister aux offices sans être incommodés par l'injure du temps » et qu'il doit « être apporté un prompt remède pour le rétablissement de leur église » Les religieux de La Roë, le prieur de Marigné-Peuton, le chapelain d'Aunay, l'hôpital de Château-Gontier et le curé de Laigné, tous considérés comme les « décimateurs de la paroisse », sont convoqués le 15 octobre suivant devant le subdélégué de Château-Gontier pour discuter de la reconstruction du bâtiment. En 1770, le curé dote son église de nouveaux fonts baptismaux et d'un bénitier en marbre.
Pendant la Révolution, la municipalité proteste contre les agissements d'une bande regroupant 150 démagogues ; le 21 mars 1792, ces derniers envahissent notamment l'église et le presbytère.
L'inventaire a lieu le 13 mars 1906. Malmené le matin, le percepteur revient l'après-midi accompagné de gendarmes. Ceux-ci s'arc-boutent sur une porte délabrée pour forcer l'entrée et ainsi pénétrer dans l'église.

## Architecture et extérieurs
Les architectures anciennes de l'église ont été reprises aux XVIIe siècle et XVIIIe siècle. Son plan est en croix latine avec une nef, un transept et un chœur.
Le clocher est à flèche de charpente.

## Intérieur

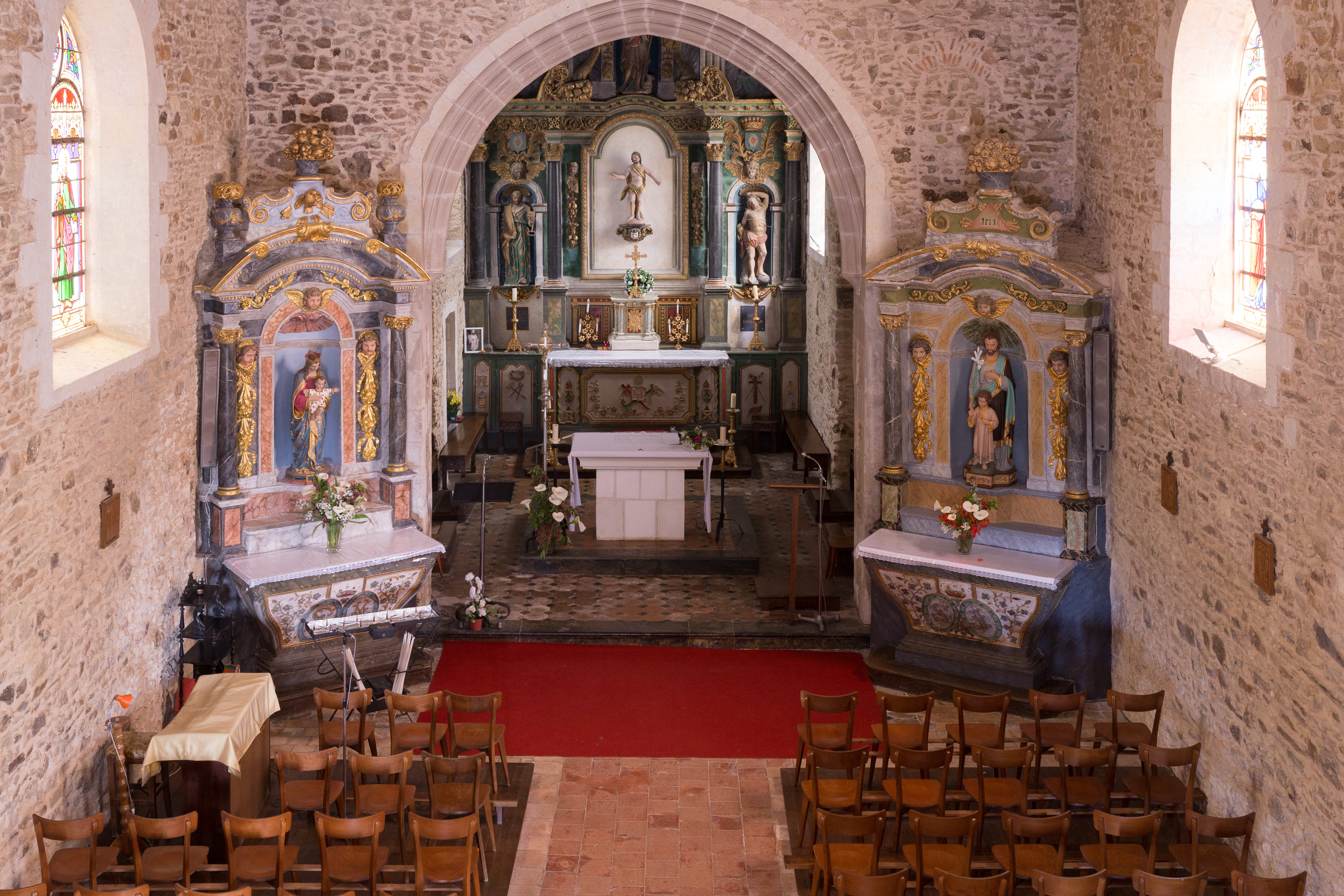
Le chœur vu de la tribune.

L'intérieur conserve une charpente apparente, une voûte en bois sur le chœur et trois retables lavallois en tuffeau et en marbre des XVIIe siècle et XVIIIe siècle.
Le maître-autel a été édifié en 1683 lors de la dédicace de l'église ; une plaque en marbre noir encastrée dans celui-ci commémore l'événement. Son retable se compose de trois niches représentant : au centre saint Jean-Baptiste, à gauche saint Pierre et à droite saint Sébastien. Sur le fronton de la niche centrale se trouve un écusson aux armes de la maison de Rohan surmonté de la couronne ducale de Montbazon, seigneurs fondateurs et bienfaiteurs de l'église. Une gloire surmonte l'ensemble du retable.
Le maître-autel et les autels latéraux comportent un décor cordé.